# Tazkira
Die Tazkira (Dari تذکرهٔ تابعیت, DMG taẕkira-i tābi‘iyat; paschtunisch د تابعیت تذکره, beides zu Deutsch „Staatsbürgerschaftsausweis“) ist ein nationales Personaldokument, das allen Afghanen ausgestellt wird, unabhängig davon, ob sie innerhalb oder außerhalb Afghanistans ihren Wohnsitz haben. Es dient als Identitäts- und Wohnsitznachweis, vor allem aber als Nachweis der afghanischen Staatsangehörigkeit. Das Dokument wird von der Nationalen Statistik- und Informationsbehörde Afghanistans (NSIA) herausgegeben.
Die afghanische Tazkira  wurde in neuerer Zeit modernisiert. Die Kampagne für Elektronische Identität (E-ID) wurde am 3. Mai 2018 begonnen, als Präsident Ashraf Ghani und die First Lady Rula Ghani ihre E-ID-Karten in Kabul überreicht bekamen. Der Vertrieb von E-ID-Karten oder E-Tazkira begann später in anderen Teilen Afghanistans. Die neue E-ID-Karte entspricht den internationalen Standards für Ausweisdokumente. Bis März 2021 haben über 2,7 Millionen afghanische Bürger ihre neuen Tazkiras erhalten. Dies schließt die in Pakistan und im Iran lebenden afghanischen Staatsangehörigen ein.
Seit August 2021 ist die Ausstellung von Tazkira außerhalb Afghanistan ausgesetzt.

## Verfahren
Um eine afghanische Tazkira zu erhalten, muss ein Antrag beim afghanischen Innenministerium eingereicht werden. Die E-Tazkria-Karten werden von der NSIA ausgestellt. Die Bearbeitungsgebühr für den afghanischen elektronischen Personalausweis beträgt 10 Af innerhalb Afghanistans, jedoch 10 € in Europa und 10 $ in Amerika. Das Dokument ist fünf Jahre gültig. Bei der Beantragung kann die Identität durch die Vorlage älterer afghanischer Papiere nachgewiesen werden. Wenn der Antragsteller kein solches Dokument hat, muss er Familienmitglieder, Verwandte oder Zeugen mitbringen, die Angaben zur Identität bestätigen können. Antragsteller unter 18 Jahren müssen von ihren Eltern oder Erziehungsberechtigten begleitet werden, bevor der Antrag bearbeitet werden kann.

## Eigenschaften
Die afghanische E-ID-Karte ist aus Kunststoff und hat eine rechteckige Form. Sie ist etwa 86 × 54 Millimeter groß. Auf der einen Seite befindet sich ein vergoldeter Kontaktchip, auf der rechten Seite das kleine Foto des Inhabers. Auf derselben Seite sind persönliche Informationen in englischer Sprache angegeben. Auf der Oberseite der Karte auf beiden Seiten steht der Name Afghanistan in drei Sprachen: Paschtu, Dari und Englisch. Auf der Rückseite befinden sich persönliche Informationen über den Inhaber in zwei Sprachen, Paschtu und Dari. Die E-ID-Karte kann als Smartcard verwendet werden.

## Aufgedruckte Daten
Die Beschreibungen der Felder sind in Paschtu, Dari und Englisch gedruckt.
- Vorname
- Nachname
- Nummer der Tazkira
- Unterschrift des Inhabers
- Geburtsort
- Geburtsdatum
- Ausstellende Behörde
- Ausstellungsdatum
- Ablaufdatum

Eine maschinenlesbare Zone ist auf der Unterseite der Rückseite der Karte aufgedruckt.